# Fäktmask

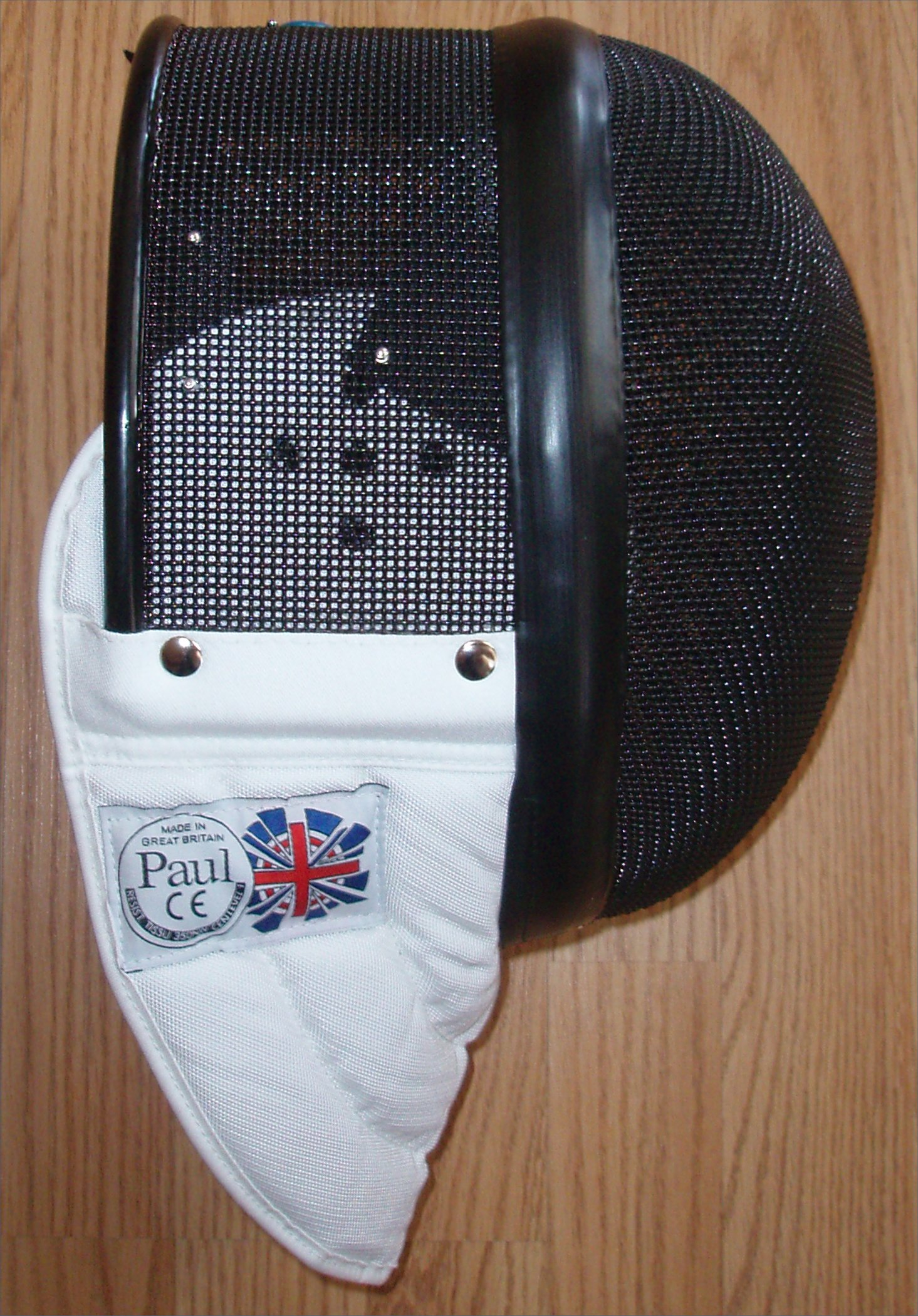
Fäktmask. Den vita kragen skyddar halsen.

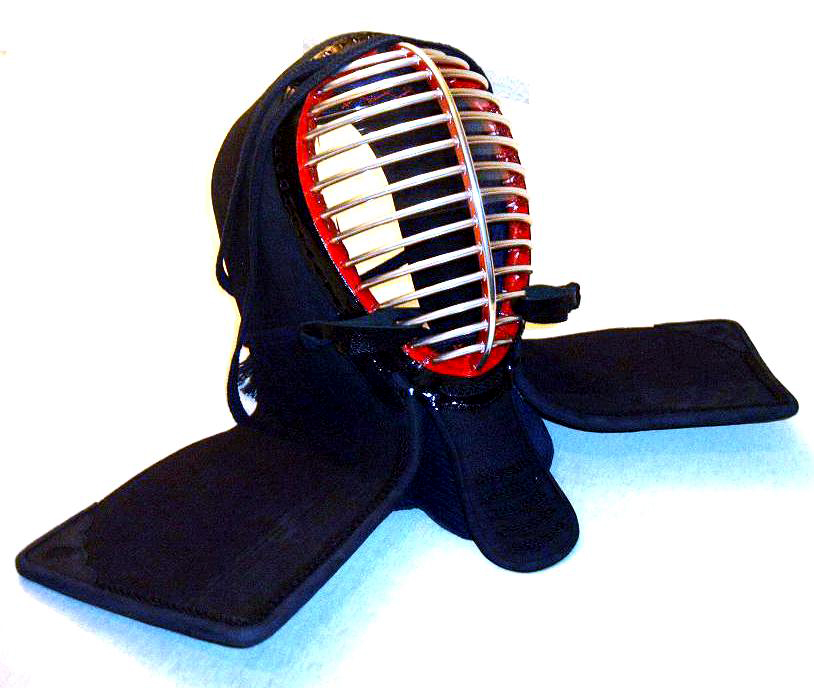
Fäktmask från kendo, men.

Fäktmask är en ansiktsmask som används vid olika typer av fäktning. Oftast syftar ordet på den mask som konstruerats för fäktsport, men även används inom historisk europeisk fäktning och liknande. Fäktmasken ska skydda ansiktet samtidigt som fäktaren måste kunna se genom den. Den klassiska lösningen är ett hårt nät av metall. Idag förekommer även masker med plexiglas. Den mask som används inom den japanska kendon, men, har ett glesare nät av ribbor vilket avspeglar de olika grenarnas vapen; västerländsk fäktsport använder tunna metallklingor som om de går av bara är några millimeter tjocka, medan kendo fäktas med tjocka buntar av bamburibbor.